# 渡边政之辅
渡边政之辅（日语：／ Watanabe Masanosuke，1899年9月7日—1928年10月6日）是日本共产党书记长。
1928年10月6日在出席共产国际会议回国途中，遭到警察追捕，在台湾基隆港以手槍自殺。